# Mont-Saint-Léger
Mont-Saint-Léger är en kommun i departementet Haute-Saône i regionen Bourgogne-Franche-Comté i östra Frankrike. Kommunen ligger i kantonen Dampierre-sur-Salon som tillhör arrondissementet Vesoul. År 2022 hade Mont-Saint-Léger 48 invånare.

## Befolkningsutveckling
Antalet invånare i kommunen Mont-Saint-Léger
| Referens: INSEE |